# Media in Albania
I media dell'Albania si riferiscono ai mezzi di comunicazione di massa con sede in Albania. Televisione, riviste e giornali sono gestiti da società sia statali che a scopo di lucro che dipendono dalla pubblicità, dall'abbonamento e da altri ricavi relativi alle vendite. La Costituzione dell'Albania garantisce la libertà di parola. I media albanesi sono abbastanza diversificati, anche se politicizzati e spesso influenzati da interessi economici e politici.

## Quadro legislativo
La Costituzione dell'Albania prevede la libertà di parola e la libertà di stampa e il governo generalmente rispetta questi diritti nella pratica. Tuttavia, ci sono rapporti che il governo e le imprese influenzano facendo pressioni sui media. La costituzione e la legge proibiscono l'interferenza arbitraria con la privacy, la famiglia, la casa o la corrispondenza e il governo generalmente rispetta questi divieti. Non ci sono restrizioni governative sull'accesso a Internet o evidenze che il governo monitori le e-mail o le chat room su Internet senza l'autorizzazione appropriata.
La Costituzione dell'Albania proibisce la censura; tuttavia, la legge potrebbe richiedere l'autorizzazione per le trasmissioni radiotelevisive. I discorsi d'odio sono vietati. La Costituzione garantisce inoltre ai cittadini il diritto di accesso alle informazioni: ogni cittadino ha il diritto, in conformità con la legge, di acquisire informazioni sulle attività degli enti statali e delle persone che esercitano funzioni pubbliche.
La stampa in Albania è per lo più autoregolata. La legge sulla stampa afferma solo che "La stampa è libera, la libertà di stampa è protetta dalla legge". Le pubblicazioni stampate non richiedono autorizzazione, né sono registrate in numero in qualsiasi momento.
I media radiotelevisivi sono stati regolamentati in diversi momenti: nel 1998 (Legge sulle radiotelevisive pubbliche e private), nel 2007 (Legge sulla televisione digitale) e nel 2013 (Legge sui mezzi audiovisivi). Quest'ultima, sebbene intesa ad attuare la Direttiva europea sui servizi audiovisivi, è stata criticata per aver consentito il controllo politico dell'Autorità dei media audiovisivi e non aver garantito la sua indipendenza.
Durante le campagne elettorali, come dichiarato dalla legge elettorale, la copertura televisiva e radiofonica (ma non la stampa) deve essere bilanciata. Tuttavia, ai due partiti principali sono assegnati il doppio del tempo rispetto agli altri partiti più piccoli. La Commissione elettorale centrale forma un comitato di monitoraggio dei media, composto da rappresentanti dei partiti (esclusi i partiti piccoli e nuovi) con il compito di punire gli inadempienti con multe (piuttosto piccole).
La calunnia e la diffamazione sono state depenalizzate nel marzo 2012, ma restano punibili con multe salate - qualcosa che è ritenuto un rafforzamento delle tendenze all'autocensura tra i giornalisti. Dal 2005, il governo e l'amministrazione pubblica si sono impegnati a non denunciare i giornalisti. Dal 2013, un codice ministeriale chiede ai ministri di non fare causa ai giornalisti senza l'approvazione del primo ministro o affrontano il rischio di allontanamento. Il numero di cause civili è diminuito, ma la formula non è ancora fortificata.
L'accesso alle informazioni è garantito dalla legge del 1999, anche se l'attuazione è in ritardo. Una nuova legge del 2014 mirava a prevenire ritardi nelle risposte dei funzionari alle richieste di accesso. Le istituzioni dovrebbero nominare coordinatori, e una Commissione per il diritto all'informazione, ha il compito di monitorare la conformità.
I contenuti online sono regolamentati in modo leggero. Gli unici contenuti perseguiti sono quelli riguardanti il genocidio o i crimini contro l'umanità, così come la provocazione di odio etnico, religioso o di altro genere. Il procuratore capo può e dovrebbe raccogliere tutti i contenuti pertinenti.
La creazione di un sito web richiede un'autorizzazione da parte dell'Autorità per le comunicazioni elettroniche e postali (AKEP), responsabile della regolamentazione tecnica dei media online.

### Autorità per i media
L'Audiovisual Media Authority (AMA) è il principale organo di regolamentazione dei media in Albania, in sostituzione del precedente Consiglio nazionale della radio e della televisione (KKRT). L'AMA ha il compito di rilasciare le licenze di trasmissione e monitorarne l'uso. È finanziato attraverso multe, licenze annuali e tasse, sebbene possa anche ricevere denaro dal budget pubblico. 5 membri sono eletti dal Parlamento per 5 anni per un massimo di due mandati. Le organizzazioni della società civile propongono nomi di esperti, che i parlamentari di maggioranza e di opposizione selezionano ed eleggono (3 ciascuno). Il settimo membro, il presidente AMA, è eletto dalla maggioranza parlamentare.
L'AMA è comunemente considerato altamente politicizzato. Dopo una lunga battaglia, due membri e un nuovo presidente sono stati eletti alla fine del 2014, ma l'opposizione ha boicottato il voto e non ha riconosciuto i suoi risultati.

### Status e autoregolamentazione dei giornalisti
Il Codice etico dell'Istituto albanese dei media, creato nel 1996 e rivisto nel 2006, afferma che i giornalisti "hanno il diritto di ottenere informazioni, pubblicare e criticare. Le informazioni dovrebbero essere veritiere, equilibrate e verificate.
Il mercato del lavoro giornalistico albanese è instabile e i giornalisti lavorano spesso senza contratto (il 90% di essi, secondo uno studio del 2012 dell'Albanian Media Institute), fanno straordinari non pagati, o ricevono la retribuzione in ritardato (fino al 70% del casi). La mancanza di stabilità professionale mina la motivazione e la sicurezza e spinge verso l'autocensura o le interferenze commerciali e politiche. I sindacati dei giornalisti esistenti non sono molto attivi nel difendere i diritti dei giornalisti. Gli stipendi medi per i giornalisti a Tirana sono di 300-600 euro; i giornalisti fuori dalla capitale sono pagati ancora meno, e il 60% di loro non raggiunge il salario medio nazionale. I proprietari dei media spesso non rispettano la legge sull'assicurazione sul lavoro. Il giornalista potrebbe trovarsi costretto a svolgere un secondo lavoro, con possibili conflitti di interessi.
La mancanza di risorse ostacola lo sviluppo della professionalità e del giornalismo di qualità. I giornalisti spesso possono solo riferirsi a dichiarazioni ufficiali e telefonate; il giornalismo investigativo è raro. La cultura professionale è ancora molto influenzata dai tempi socialisti.
I giornalisti in Albania restano a rischio di essere fisicamente ostacolati, aggrediti o minacciati mentre svolgono il proprio lavoro. Nel giugno 2014 bande criminali hanno sparato a un equipaggio della tv A1 Report TV, e un giornalista è stato preso in ostaggio durante un raid della polizia in un villaggio coinvolto nel traffico di droga.

#### Censura e autocensura
Nonostante alcuni sviluppi positivi nel sistema dei media in Albania dopo la caduta del regime comunista, come la creazione di una scena pluralistica dei media, l'aumento del numero di media, la diversificazione dei formati e lo sviluppo dei media digitali, la riduzione di attacchi fisici contro i giornalisti e il miglioramento del quadro giuridico, la censura e l'autocensura sono ancora presenti nell'ambiente dei media albanesi. Provengono da pressioni politiche ed economiche, mancanza di sostenibilità finanziaria per i media, mancanza di professionalità, etica e rispetto dei diritti dei giornalisti. I legami tra politica, economia e media compromettono l'eccellenza giornalistica e la qualità dei rapporti nei media albanesi e generano censura e autocensura tra i giornalisti. Uno dei motivi principali di questo riguarda le strutture e i modelli di proprietà dei media: molti imprenditori in Albania sono diventati proprietari di media, quindi i loro media sono mantenuti in vita dai loro guadagni aziendali, e mantengono strette relazioni con i politici.
Secondo un rapporto 2015 della Balkan Investigative Journalism Network (BIRN), i professionisti dei media in Albania agiscono sotto la forte influenza di fattori quali la pressione delle istituzioni pubbliche, la pressione attraverso la pubblicità sponsorizzata dallo stato, la pressione dei grandi inserzionisti, ma anche la pressione degli interessi economici dei proprietari e i legami politici dei proprietari. Tutti questi fatti influenzano anche la politica editoriale seguita dai media albanesi. Più della metà degli intervistati dello studio BIRN del 2015 riferisce che la linea editoriale nei media per cui lavorano è facilmente influenzata da diversi fattori, compresi gli interessi economici dei proprietari, "pressioni e interventi esterni", etc.
Secondo BIRN, la politica editoriale dei media è spesso percepita dai giornalisti albanesi come di parte; è stato riferito che era evidente ai giornalisti la censura di notizie o suggerimenti da parte di colleghi, oppure in modo informale dopo essere entrati nell'organizzazione dei media attraverso ordini di proprietari ed editori. Queste pressioni all'interno di un'organizzazione dei media per far rispettare la politica editoriale imposta dai proprietari influenzano la copertura e la scelta delle notizie da pubblicare, e quelle da evitare, e si traducono in "copertura unilaterale delle notizie", "trattamento positivo di partner politici e finanziari" e "mancanza di giornalismo critico e investigativo".
Come risultato di tutte queste pressioni, l'autocensura è un fenomeno diffuso nei media albanesi. Oltre il 70% dei professionisti dei media coinvolti nello studio BIRN ritiene che i giornalisti in Albania evitino di coprire e riferire su alcune storie e problemi. Inoltre, metà degli intervistati ha ammesso di aver evitato certe notizie "spesso" o anche "molto spesso". Le questioni più frequentemente evitate riguardano la politica, la criminalità organizzata e l'economia.
Secondo BIRN, i principali fattori che spingono i giornalisti verso la delocalizzazione sono riferiti "agli interessi economici e politici dei proprietari dei media", un problema strettamente connesso al sistema di proprietà e finanziamento dei media, alla "mancanza di sicurezza fisica" e al mancanza di "sicurezza del lavoro".

## Ricavi pubblicitari
I media albanesi sono principalmente finanziati attraverso i ricavi pubblicitari, che mancano di trasparenza, insieme alle sponsorizzazioni e alla vendita di produzioni multimediali. La legge non regola gli aiuti di stato per i media, tuttavia, l'opacità di allocazione della pubblicità statale è una fonte persistente di controversie. La crisi economica ha ridotto la quota delle entrate pubblicitarie delle emittenti (dal 58% nel 2009 al 30% nel 2010), rendendo i media sempre più dipendenti dal finanziamento diretto da parte dei proprietari dei media e altrettanto più a rischio di interferenze commerciali e politiche.
Ultimamente, gli investitori stranieri sono entrati nel mercato dei media albanese, con il gruppo italiano Edisud e il gruppo tedesco WAZ-Mediengruppe che hanno aumentato il numero dei media locali. La concentrazione della proprietà dei media non è ancora considerata un problema, sebbene la proprietà sia spesso oscurata da proxy. La proprietà incrociata è in aumento. Anche gli interessi economici incrociati dei proprietari dei media minacciano l'indipendenza della stampa.
La parzialità è particolarmente visibile al momento delle elezioni e l'autocensura rimane una preoccupazione. Le condizioni del mercato scoraggiano anche i rapporti investigativi.
La trasparenza manca nella gestione dei fondi statali nel settore dei media. L'ingiusta distribuzione della pubblicità statale ai media albanesi è stata una preoccupazione ricorrente. Il problema non è regolato esplicitamente.
- Nel 2012/2013 sono stati segnalati ai media oltre 780.000 euro, la quota maggiore è andata a un unico gruppo di media di proprietà di Rezart Taçi, ritenuto favorevole al governo[14].
- Il governo del Partito democratico dell'Albania (PD) avrebbe presumibilmente indirizzato fondi per la pubblicità statale verso mezzi di comunicazione amichevoli, e ha continuato a farlo anche dopo il 2014, attraverso il governo della città di Tirana. Secondo BIRN, nei primi tre trimestri del 2014 l'amministrazione di Tirana rappresentava il 64,5% di tutte le spese pubblicitarie stampate dalle istituzioni statali albanesi[1].

### Carta stampata

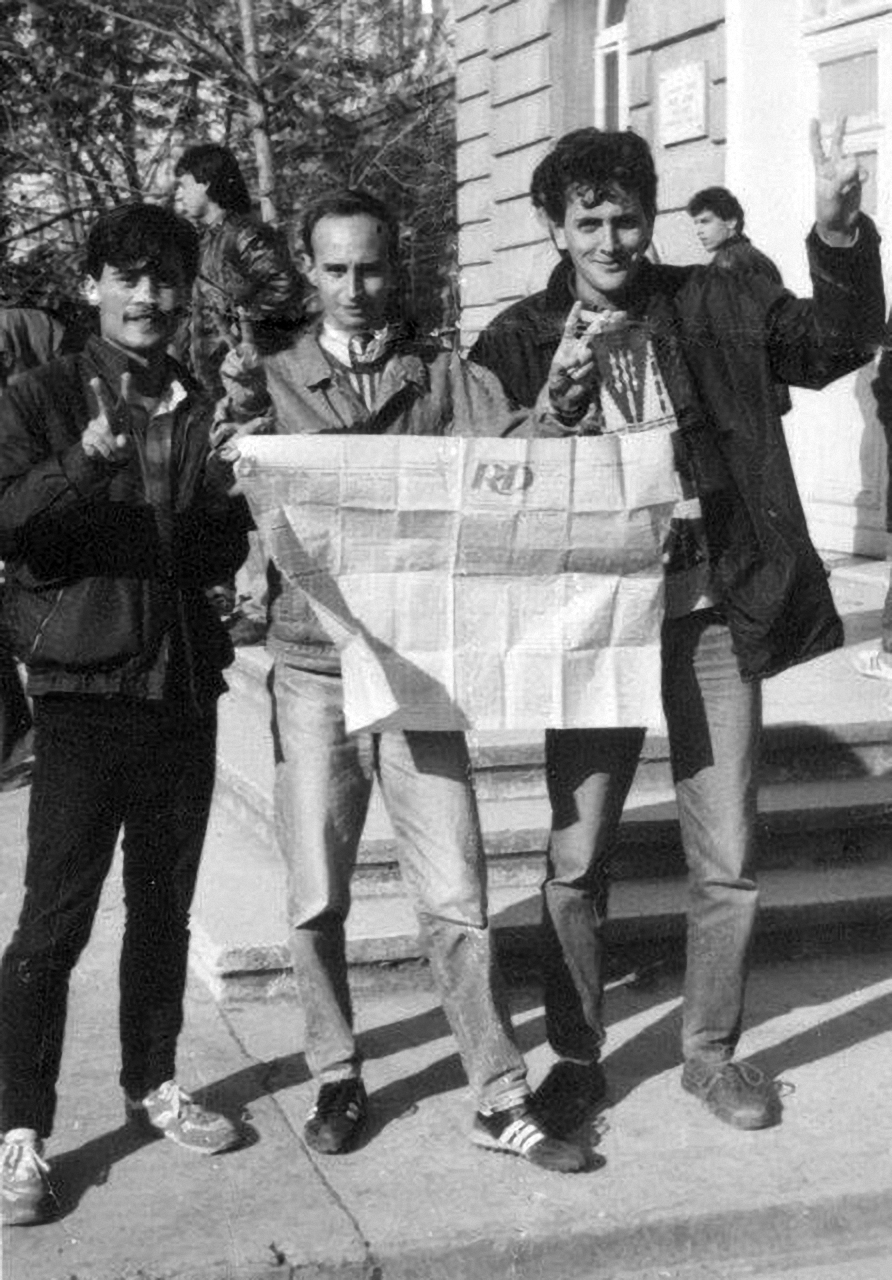
Prima copia del giornale Rilindja Demokratike il 5 gennaio 1991

I giornali in lingua albanese furono banditi durante il periodo ottomano. Le pubblicazioni in albanese da altre parti dell'Impero (Sofia, Bucarest, Salonicco, Atene, Istanbul) sono state introdotte di contrabbando nella regione. Dopo l'indipendenza nel 1912, le pubblicazioni di notizie includevano Koha (1920-26), Demokratia (1925-1939) e Drita (1936-1939). L'Albania socialista ha visto Zëri i Popullit ("La voce del popolo", 1944) come la pubblicazione ufficiale di propaganda del Partito del Lavoro d'Albania; il giornale è rimasto durante la democratizzazione come organo del Partito Socialista d'Albania. Rilindja Demokratike ("Rinascita democratica", 1991) è stato fondato come il primo giornale di opposizione.
I quotidiani sono rimasti per lo più gratuiti dopo il 1991 in Albania, con la parziale eccezione del periodo 1994-1997 sotto il Partito Democratico d'Albania di Sali Berisha. Tuttavia, il giornalismo investigativo è rimasto raro e i giornalisti che indagano su episodi di corruzione sono spesso ostacolati. La maggior parte dei giornali rimane legata a gruppi di interesse economico e politico, poiché non possono finanziarsi semplicemente con la vendita di un numero ridotto di copie.
Il numero di giornali in Albania era quasi 92 nel 2001 e 98 nel 2002. I legami di proprietà e la dipendenza finanziaria da magnati commerciali e politici limitano la qualità e l'indipendenza giornalistiche e promuovono il sensazionalismo e la commercializzazione.
L'indipendente Koha Jonë è il quotidiano con il più grande pubblico, anche se non ci sono numeri ufficiali disponibili. La circolazione è considerata la più bassa in Europa.
I principali quotidiani di Tirana sono Albania, Ballkan, Gazeta Shqiptare, Gazeta 55, Koha Jonë, Metropol, Panorama, Rilindja Demokratike, Shekulli, Shqip, Tema. Numerosi altri quotidiani e settimanali forniscono informazioni regionali e locali. Le notizie in lingua inglese sono fornite da Albanian Mail e Tirana Times. Tra i giornali in lingua greca ci sono Dimotiki Foni, Dris, Foni tis Omonoias, Laiko Vima, Provoli e Romiosini. Giornale 2000 pubblica in albanese, greco e inglese.
L'agenzia di stampa statale è l'Agenzia telegrafica albanese (ATSH).

### Pubblicazioni
L'Istituto di statistica albanese ha contato nel 2012 circa 100 case editrici e 380 macchine da stampa in Albania, con una produzione media annua di 1200-1500 titoli.
Le principali sfide del settore riguardano gli elevati costi di produzione, la mancanza di promozione, la mancanza di una solida rete di distribuzione. Secondo l'Associazione albanese degli editori (SHBSH),La crisi economica ha colpito seriamente il settore dell'editoria, con la chiusura di librerie e case editrici, e un calo del 40% delle vendite di libri nel 2015.
Le case editrici in Albania includono:
- Onufri Publishing House, fondata nel 1992, editrice delle opere complete di Ismail Kadare e Martin Camaj, oltre a numerosi classici stranieri
- Ombra GVG Publishing House, editrice di Margaret Mazzantini, Antonio Tabucchi, Dino Buzzati, Bernard Cromwell, Edmond Tupja
- Neraida Publishing House, fondata nel 2002, specializzata in letteratura per bambini e pubblicazione di letteratura greca classica e contemporanea
- Dituria Publishing House, pubblicazione di libri di saggistica dal 1991
- Argeta-LMG Publishing House (fondata nel 1996), specializzata in opere storiche nazionali, che si occupa di storia, lingua, cultura e tradizione del popolo albanese, incluse pubblicazioni di autori dal Kosovo
- Toena (1993, editore di Rexhep Qosja),[22][23]
- altri: Plejad (con la sua serie filosofia), Dita2000, UET, Shtepia Botuese 55,[24] Mediaprint, Ombra,[25] Dudaj (scrittori editrici italiane),[26] Saras

### Emittente pubblica
L'emittente statale in Albania, Radio Televisioni Shqiptar (RTSh, Radio e TV albanese) gestisce le reti radiotelevisive nazionali e opera insieme a decine di stazioni di proprietà privata. Secondo un'indagine del 2012 l'emittente televisiva con il più vasto pubblico è TV Klan.
La legge sui supporti audiovisivi afferma che RTSH dovrebbe "promuovere la cultura e la lingua albanese e la creatività artistica e letteraria"; produrre e diffondere contenuti liberamente accessibili, "relativi alla salute nazionale e all'ordine pubblico, nonché nei casi di emergenze nazionali". I contenuti originali dovrebbe ammontare al 50% delle trasmissioni. Per promuovere il pluralismo, RTSH trasmette nelle lingue minoritarie (greche e macedoni) nelle regioni di confine.
I membri del Consiglio direttivo dell'RTSH sono eletti con una procedura simile a quella dell'AMA, rafforzando così la questione della politicizzazione e della mancanza di indipendenza. L'OSCE ha rilevato gravi problemi con l'equilibrio della copertura RTSH durante il periodo elettorale 2013. L'emittente pubblica ha difficoltà a rispettare l'equilibrio nel tempo assegnato come richiesto dal Codice elettorale. RTSH mostra in genere un forte pregiudizio pro-governativo.
Il Consiglio direttivo approva gli statuti RTSH e nomina o revoca i suoi direttori; si occupa di "approvazione della strategia, della struttura organizzativa e della struttura del programma, monitoraggio dell'imparzialità, obiettività e completezza della programmazione, consulenza e assistenza al direttore generale nello svolgimento delle sue responsabilità di programma e stesura della relazione annuale sulle attività RTSH da presentare al Parlamento".
RTSH si finanzia attraverso una tassa di licenza (€ 0,75 al mese per famiglia) e può ricevere fondi da pubblicità, servizi di terzi (comprese produzioni), spettacoli, donazioni e sponsorizzazioni (previa approvazione del Consiglio direttivo) e la vendita di programmi.

### Trasmissioni radio

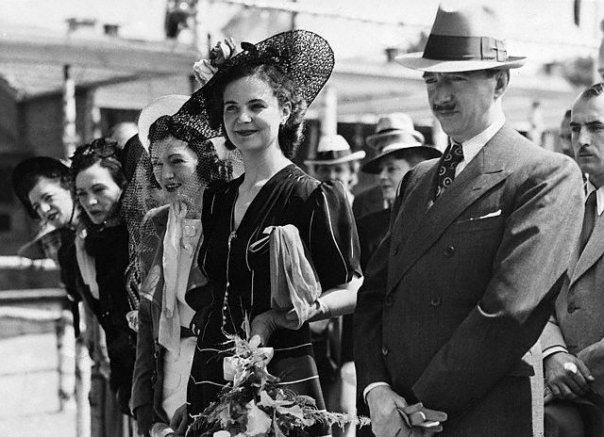
Re Zog e la regina Geraldine Apponyi (qui su una foto del 1939) lanciarono Radio Tirana nel 1938.

L'Albania ospita 2 reti radiofoniche pubbliche e circa 25 stazioni radio private. Diverse emittenti internazionali sono disponibili (a partire dal 2010).
Le stazioni radio con copertura nazionale comprendono i tre canali pubblici (Radio Tirana 1, 2 e 3), Top Albania Radio e Plus 2 Radio. Diverse stazioni radio trasmettono localmente o su Internet.
Nella capitale Tirana sono disponibili le trasmissioni internazionali della BBC World Service (103,9 MHz) e Radio France Internationale. Il servizio albanese della BBC ha funzionato dal 1940 al 1967 e dal 1993 al 2011.

### Trasmissioni televisive
La televisione è il mezzo più influente in Albania. Il paese ospita 3 reti televisive pubbliche (una delle quali trasmette via satellite alle comunità di lingua albanese nei paesi limitrofi) e più di 60 emittenti televisive private; il servizio di TV via cavo è disponibile (2010); Oltre all'emittente di servizi pubblici RTSH, i canali televisivi nazionali comprendono Top Channel e TV Klan, oltre a Vizion Plus su satellite. Gli ex canali nazionali includono TVA, Albanian Screen e Agon Channel. I canali regionali includono Ora News, News24, A1 Report, ABC News, UTV, SuperSonic, BBF, Channel 1 e TeleSport.
Molti albanesi guardano la tv pubblica italiana, Rai−Radiotelevisione italiana e ANT1 Greece via digitale terrestre. TV5Monde Europe è disponibile anche come relè straniero via cavo.
La televisione è stata introdotta per la prima volta nel 1960. La RTSH di proprietà statale dominava il settore radiotelevisivo albanese fino alla metà degli anni '90, periodo in cui le stazioni radio e televisive di proprietà privata iniziarono a occupare le frequenze albanesi, largamente vuote. L'Albania è stata anche un centro di trasmissione per i paesi limitrofi, con Klan Kosova (per il Kosovo), Alsat M (per la Macedonia) e Agon Channel Italia (per l'Italia). La transizione verso la trasmissione DTV è in fase di stallo.

### Cinema
Il cinema albanese ebbe inizio negli anni 1911-1912, con le prime messe in onda di film stranieri e la registrazione di alcuni documentari nel periodo prebellico e tra le due guerre. Durante l'epoca socialista, fu fondata l'Albafilm-Tirana con l'assistenza sovietica, concentrandosi principalmente sulla propaganda della guerra. Il crescente isolazionismo negli anni '70 e '80 soffocò le importazioni cinematografiche e promosse produzioni nazionali, diversificate per vari generi, tra cui documentari culturali e film d'animazione. Nel 1990, erano stati prodotti circa 200 film e l'Albania aveva oltre 450 teatri, sebbene la maggior parte delle attrezzature fosse obsoleta. Con la transizione economica degli anni '90, Kinostudio è stato demolito e privatizzato. Un nuovo Centro Nazionale di Cinematografia è stato istituito, mentre le città costruivano moderni cinema al servizio di film per lo più americani.

### Telecomunicazioni
Fino al 1990, l'Albania era uno dei paesi più isolati e controllati del mondo e l'installazione e la manutenzione di un moderno sistema di telecomunicazioni nazionali e internazionali era preclusa. La densità di telefoni in Albania era la più bassa in Europa, e i chiamanti avevano bisogno di assistenza per l'operatore anche per effettuare chiamate nazionali a lunga distanza.
Nonostante gli investimenti, la densità delle linee fisse rimane la più bassa in Europa; tuttavia, il servizio di telefonia mobile è disponibile dal 1996; l'uso cellulare è diffuso e generalmente efficace; più aziende forniscono servizi mobili e la teledensity mobile ha raggiunto il 100%; il traffico internazionale è trasportato dal cavo in fibra ottica e, quando necessario, dal relè radio a microonde dalla centrale di Tirana verso l'Italia e la Grecia (2011).

### Internet
La penetrazione di Internet ha raggiunto il 54,7% della popolazione nel 2012 e il 60% nel 2014, sebbene ciò possa escludere alcune aree rurali.
I servizi Internet a banda larga sono stati avviati nel 2005, ma la crescita è stata lenta. Gli Internet café sono popolari a Tirana e hanno iniziato a diffondersi al di fuori della capitale. Le aree rurali sono dotate di libero accesso pubblico a banda larga attraverso il satellite Eutelsat con punti di accesso presso gli uffici postali, le scuole e gli uffici del governo locale..
I media e i blog online offrono un'informazione indipendente e alternativa ai media tradizionali, ma raggiungono un pubblico più ristretto e spesso non dispongono di risorse.

## Proprietà dei media

### Trasparenza della proprietà dei media
La trasparenza della proprietà dei media si riferisce alla disponibilità pubblica di informazioni accurate, complete e aggiornate sulle strutture di proprietà dei media. Un regime giuridico che garantisca la trasparenza della proprietà dei media consente al pubblico e alle autorità dei media di scoprire chi detiene, controlla e influenza i media.
Il panorama dei media in Albania è ricco, ma la trasparenza della proprietà è piuttosto bassa. L'Albania è caratterizzata dalla mancanza di trasparenza sul mercato dei media, la proprietà nascosta e il commercio non trasparente delle azioni dei media, tutte caratteristiche che - insieme alla rete di relazioni clientelistiche - sono state sfruttate da partiti politici e uomini d'affari per influenzare l'agenda dei media. Inoltre, il comportamento dei proprietari dei media, che spesso sono collegati a imprese in settori diversi da quelli dei media, porta a varie forme di strumentalizzazione dei media che ostacolano l'integrità dei media.
Mancano dati sistematici, pubblici e affidabili sulla situazione economica e finanziaria dei media e sul loro funzionamento.
Le leggi sui media non contengono disposizioni specifiche sulla trasparenza della proprietà dei media cartacei e online. Tuttavia, tutti i media, come qualsiasi altra società nel paese, sono obbligati a registrarsi al Centro di registrazione nazionale e dichiarare il nome dei loro azionisti, pertanto i dati di proprietà sono disponibili per la maggior parte dei media, compresi quelli di stampa. Inoltre, grazie alla digitalizzazione del registro e all'istituzione del Centro nazionale di registrazione, è aumentata la trasparenza dei dati ufficiali di proprietà.
I dati per i media elettronici non possono essere trovati nel registro del Centro nazionale di registrazione in quanto questo tipo di media non è obbligato a registrarsi. Tuttavia, i media online devono comunicare i loro dati di proprietà, comprese tutte le modifiche apportate alla struttura proprietaria al Consiglio nazionale della radio televisione (NCRT). Il registro detenuto da NCRT, che contiene anche informazioni sulle licenze dei media, non è disponibile online ma su richiesta.
Per quanto riguarda i mezzi di trasmissione, devono registrarsi anche al regolatore, all'Autorità dei media audiovisivi. L'Autorità non è obbligata a pubblicare online i dati raccolti che, tuttavia, possono essere consultati su richiesta ufficiale per informazioni. In generale, se i dati di proprietà più importanti per tutti i settori dei media, ad eccezione dei media online, possono essere trovati nel Centro nazionale di registrazione, sorgono dubbi sul fatto che i dati dichiarati sui proprietari siano effettivamente dati reali sui proprietari effettivi e il rischio di speculazione sulla proprietà nascosta è stato rilevato.
Un altro problema di trasparenza è legato all'identificazione della fonte di finanziamento dei media. Questa è davvero una delle "questioni irrisolte" del sistema dei media albanese e un argomento di costante dibattito in un paese con alti livelli di economia informale.  In effetti, la questione di come sia possibile che un così grande numero di media operi in un piccolo mercato come quello albanese è ancora senza risposta. In questo senso, il gran numero di media, in particolare giornali e televisioni, che operano in Albania, è finanziato attraverso attività parallele sulle quali vi è una mancanza di trasparenza.
Quando concede le licenze ai mezzi di radiodiffusione, l'autorità di regolamentazione chiede prove che l'uscita detenga un certo livello di capitale, ma non controlla l'origine di tale capitale. Inoltre, i saldi annuali presentati agli uffici delle imposte sono trattati come dati riservati, mentre i dati sui saldi dei mezzi di trasmissione sono presentati all'autorità di regolamentazione su base non obbligatoria, quindi solo una piccola percentuale lo fa. Ad esempio, nel 2012 solo il 25% degli operatori di trasmissione ha presentato i propri saldi alle autorità di regolamentazione Nel complesso, i dati forniti al Consiglio nazionale negli ultimi anni non creano un quadro completo del finanziamento dei media Inoltre, i dati riportati non sono interamente affidabili. Inoltre, il regolatore non è obbligato a pubblicare questi dati, ma piuttosto a presentare dati aggregati pubblici sul mercato dei media.
Un altro motivo di preoccupazione sono le attività parallele dei proprietari dei media, un fenomeno che si verifica quando alcune imprese hanno i loro principali investimenti nel settore dei media, ma altri investimenti in altri settori, rendendo potenzialmente i media vulnerabili nei confronti di altri interessi economici e politici. In particolare, quando sono coinvolti altri interessi, i media sono usati come strumenti per fare pressione per la protezione e lo sviluppo di tali interessi. Un tale paesaggio mediatico lascia spazio per lasciare che gli interessi dei suoi proprietari, piuttosto che quelli pubblici, stabiliscano l'agenda dei media e le sue priorità.

### Concentrazione della proprietà dei media
L'ambiente dei media in Albania è caratterizzato da mancanza di trasparenza, regolamentazioni inadeguate e monitoraggio della concentrazione illecita, modelli di proprietà opachi e mancanza di trasparenza nella negoziazione delle azioni dei media. Tutti questi fattori hanno contribuito alla crescente dipendenza dei media dai partiti politici, dai loro programmi e dalle relazioni clientelari.
Dopo oltre 20 anni di liberalizzazione del mercato, non ci sono dati pubblici affidabili sul settore dei media albanese. Il gran numero di media esistenti si traduce nel pluralismo dei media. Il panorama dei media è raggiungibile in termini di numero di media, ma la trasparenza delle sue dinamiche e proprietà è bassa.
La mancanza di dati accurati, affidabili e aggiornati sul sistema dei media albanese ha reso difficile valutare con precisione la situazione del mercato dei media in termini di proprietà, profitto e quota di pubblico. Nonostante la mancanza di dati, il sistema mediatico albanese mostra chiaramente una "tendenza visibile di consolidamento della proprietà, sebbene non al punto di creare un problema grave". Ad esempio, la vendita di punti vendita di Edisud Group è stata ampiamente considerata nella comunità dei media come prova di concentrazione tra i media filogovernativi. Di fatto, tradizionalmente, i media appartenenti al gruppo Edisudsono stati considerati vicini all'opposizione. Una delle prime conseguenze di questa acquisizione è stata la fine del contratto con Anila Basha, direttrice di un giornale che in diverse occasioni ha sostenuto apertamente il leader dell'opposizione.
Il consolidamento ha coinvolto gli stessi gruppi editoriali che stabiliscono supporti cartacei, elettronici e in alcuni casi online. Questo è il caso di quasi tutti i principali gruppi e proprietari di media nel paese. Ad esempio, Top Media detiene partecipazioni in società operanti nei settori della radio, della televisione, del multiplex e della stampa, nonché nel settore dell'editoria. Lo stesso vale per Koço Kokëdhima, Irfan Hysenbelliu, Aleksandër Frangaj e altri gruppi di media. Questa situazione è resa possibile anche dalla mancanza di norme dettagliate sulla prevenzione della concentrazione della proprietà nel settore dei supporti di stampa.
Il regolamento sulla proprietà incrociata è definito nella legge sui media audiovisivi, ma il suo ambito di applicazione comprende solo la radio e la TV, mentre il settore della stampa non è coperto, pertanto non sono previsti limiti alla proprietà dei supporti di stampa.
Inoltre, vi sono alcune preoccupazioni sul fatto che le attuali disposizioni legali sui mezzi di trasmissione non siano pienamente rispettate e che i proprietari dei media trovino il modo di eluderle.
In Albania, il consolidamento della proprietà è stato il risultato dello stesso gruppo editoriale che ha istituito diversi media in diversi settori. Fusioni e acquisizioni sono avvenute meno frequentemente.
Inoltre, è abbastanza comune osservare un modello negli schemi di proprietà delle società dei media, vale a dire la rotazione dello stesso gruppo di familiari, parenti o persone fidate attraverso le posizioni di amministratore generale, membri del consiglio di amministrazione o azionisti. Questo schema mostra anche la funzione presumibilmente fittizia dei consigli di vigilanza. Inoltre, alcuni proprietari di media creano una serie di società diverse, o chiudono una società e la ristabiliscono con un nome diverso per nascondere i modelli di proprietà e i nomi dietro di essa.
Inoltre, dal 2010, il mercato dei media albanese sta vivendo una significativa presenza di importanti investitori esteri, tra cui il gruppo italiano Edisud, il gruppo tedesco WAZ-Mediengruppe ecc. Che acquistano i media locali. Né la presenza di grandi corporazioni dei media internazionali, né i proprietari dei media locali hanno sollevato un problema in termini di concentrazione della proprietà dei media, nonostante l'esistenza di una tendenza in questa direzione.. Tuttavia, il problema della concentrazione della proprietà dei media può essere osservato quando si tratta di comproprietà di diverse piattaforme multimediali e le leggi esistenti non affrontano tali casi.
In termini di pluralismo dei contenuti e di politiche editoriali, il mercato dei media albanese offre una varietà di punti di vista e opinioni alternative. Tuttavia, la possibilità che i proprietari dei media possano essere coinvolti in varie imprese in settori diversi da quelli mediatici, così come il loro coinvolgimento in gare pubbliche, è una questione preoccupante poiché gli interessi economici incrociati possono minacciare l'indipendenza e l'integrità dei media. In effetti, nel mercato dei media albanese, i media non possono sopravvivere se non sono supportati da altre attività lucrative svolte dai proprietari dei media.
Secondo l'esperto di media albanese Remi Lani, in Albania è possibile identificare chi sono i proprietari dei media nominali, ma è impossibile "sapere chi li possiede". Secondo l'Osservatorio sui media dell'Europa sudorientale, "l'interazione tra i media, la politica e le altre attività dei proprietari dei media è una fonte costante di preoccupazione per i contenuti dei media e l'indipendenza dei media" in Albania.